# Giuseppe Gaetano Grimaldi
Giuseppe Gaetano Grimaldi (Tropea, 31 agosto 1690 – Tropea, 1748) è stato un pittore italiano.

## Biografia
Autore di arte sacra, trasferitosi a Napoli, a venti anni concluse gli studi teologici verso il sacerdozio (che avvenne nel 1713). Al 1716 risale la prima opera autografa (la Crocifissione, nella chiesa Michelizia); otto anni dopo dipinse su tela una Madonna del Carmine tra i santi Acendino Martire e Carlo Borromeo nel casale di Gasponi.
Ma le tre realizzazioni maggiori saranno destinate ad alcune importanti chiese tropeane: l'Adorazione dei Pastori (del 1731) e le altre tele che completavano il corredo iconografico nella chiesa del Gesù; il ciclo su San Francesco di Paola, nella chiesa dei Minimi a Tropea, unitamente ad altre tele, ed il ciclo sul Martirio di Santa Domenica, nella cappella del Duomo della città iniziato nel 1748, anno della sua morte, e portato a termine da un suo discepolo.
Si aggiungono a questi la serie sui Vangeli dell'Infanzia realizzati per la confraternita dei falegnami, la serie di quattro dipinti con gli Evangelisti eseguiti per i Padri Francescani Conventuali, ed il ciclo di Scene Bibliche realizzato a Mileto. Poi ancora opere su committenza per chiese parrocchiali e ordini religiosi, o famiglie del patriziato cittadino.